# شكل أباد
شكل‌ أباد (بالكردية: شەقلاڤا) هي إحدى القرى التابعة لـمرغور في ريف قسم سيلوانه من مقاطعة أرومية، في محافظة أذربیجان الغربیة الإيرانية.

## السكان
حسب إحصاءات سنة 2006، بلغ إجمالي السكان في شقلافا 437 نسمة وعدد المساكن 68 مسكن. لغة سكان شقلافا هي اللغة الكردية و هم من أهل السنة والجماعة والمذهب الشافعي.